# Rosa, Alabama
Rosa là một thị trấn thuộc quận Blount, tiểu bang Alabama, Hoa Kỳ. Dân số năm 2009 là 360 người, mật độ đạt 37 người/km².